# Helena (filha de Basílio I)
Helena (em grego: Ἑλένη) foi uma nobre bizantina do século IX, filha de Basílio e Eudócia Ingerina. Nasceu após 867 e era irmã de Maria, Ana, Alexandre, Leão e Estêvão e meia-irmã de Constantino e Anastácia; também é possível que era filha de Maria, a primeira esposa de Basílio. Após Basílio ser coroado imperador, mas antes de 873, ela e suas irmãs foram ordenadas freiras no Mosteiro de Santa Eufêmia, na capital. Segundo o Sobre as Cerimônias, foi sepultada no Mosteiro de Eufêmia num pequeno sarcófago esculpido, junto com sua irmã Ana e Zoé Carbonopsina.